# ジョー・マッセリア
ジョー・マッセリアことジュゼッペ・マッセリア（英語: Giuseppe "Joe" Masseria, 1886年1月17日 - 1931年4月15日）、通称ジョー・ザ・ボス（Joe the boss）は、アメリカのコーサ・ノストラのボス。ニューヨークのリトルイタリーを拠点に各地のイタリア系ギャングを統合し、現ジェノヴェーゼ一家の母体を作った。

## 来歴

### 生い立ち
シチリア島南部メンフィに生まれ、幼い頃に西海岸マルサラに移った。1903年一家で渡米し、ニューヨークのマンハッタンのスラム街に落ち着いた。ロウアー・イースト・サイドのフォーサイスストリート沿いに住んだ。昼は服の仕立て屋で働き、夜は泥棒をしていた。1907年アパートに強盗で押し入り仲間リマと共に逮捕された（執行猶予）。
1913年4月、4人組で質屋に忍び込み、巡回中の警官に追いかけられて捕まった。泥棒チーム「フォー・ウィー・アー（Four We Are）」を率い、バワリー周辺で何十件もの空き巣を繰り返していた。重窃盗で起訴され、翌年控訴したが4年刑で刑務所送りとなった。この頃、すでに結婚して子供が3人おり、姉のサルーンに住み込んでバーテンをしていた。家宅捜査で電気ドリルなどの泥棒道具が見つかった。
1916年頃出所し、リトルイタリーに戻るとマルベリーストリートとグランドストリートの角にビリヤード場を開き、独自のギャングを結成した。出所後住まいを転々としたが、イースト・ヴィレッジに落ち着いた。

### カーブ・エクスチェンジ
禁酒法の成立を機に酒の密売に乗り出し、リトルイタリーのカーブ・エクスチェンジ（非合法酒交換所）に出入りして酒のトレーダーになった。程なくブローカーに転身し、トレーダーから手数料を取って売買の仲介・運搬を始めた。武装ガードマン付きで取引の安全を保証したため、酒のハイジャックを恐れる密輸業者の需要を集め、商売は繁盛した（「ユニバーサルサービス」と呼ばれた）。護衛や見張り番に近所のイタリア系の若者を雇った。売り手・買い手双方からマージンを取るので収入が安定し、取引価格を操作できた。交換所オーナーのガエタノ・ペノキオ（トミー・ザ・ブル）と結託し、サルーンの裏側に交換所を開いたが、警察の取締りを免れるため場所を毎日ずらした。警察は物証がないと捕まえられなかった。交換所の実権を握ったことで密輸ギャングの間で頭角を現した。

### 密輸抗争
1920年12月29日、密輸ライバル、サルヴァトーレ・マウーロと銃撃戦となり、硝煙が消えるとマウーロが死んでいた。逮捕されたが正当防衛を主張した。マウーロの仲間ウンベルト・ヴァレンティと縄張り争いを続けた。当時、パレルモ系マフィアのサルヴァトーレ・ダキーラがコルレオーネ系のジュゼッペ・モレロ＆テラノヴァ一家と抗争していた。マッセリアはダキーラに反旗を翻し、ダキーラから追われていたモレロと手を結んだ。ダキーラはヴァレンティに対しても死の宣告を出していたが、和解してマッセリアを倒すよう命じた。
1922年5月8日、モレロ一家のヴィンセント・テラノヴァが暗殺されると、仕返しにヴァレンティを銃撃した（ヴァレンティの用心棒が重傷を負いのち死亡）。翌日夕方、グランドストリートでチーズ屋の前でたむろしていたヴァレンティ一味3人が、部下を連れたマッセリアに気づいて発砲した。マッセリアも銃を取り出して応戦し、60発を超えるガンバトルになった（帰宅ラッシュ時で通行人が流れ弾で負傷）。マッセリアは銃を捨てて逃げたが警察に捕まった。
1922年8月8日、イーストヴィレッジの自宅を出たところをヴァレンティ一味に追いかけられた。銃撃をかわしながら近くの商店に駆け込み、逃げおおせた。目撃者によると10フィートの至近距離から3-4発撃たれ、1発目は傍らにジャンプして避け、2発目は腰をかがめて頭を下げて避け、3発目は店の窓に当たった。目撃した商店主はその敏捷さに驚いた。警察がマッセリアの家に急行すると、マッセリアがベッドの隅っこにすわっていて、まだ着けていた帽子に2個の穴を発見した。事件がニューヨーク中に伝わり、「弾丸をかわせる男」の伝説が生まれた。
襲撃から3日後、ヴァレンティに和解を申し出て、イーストヴィレッジのカフェに誘い出した。途中で嵌められたことに気付いたヴァレンティがダッシュして逃げると、付近に潜んでいたマッセリアの手下が一斉射撃を浴びせ、殺害した。ヴァレンティを油断させるため白昼の繁華街を会合場所に選び、引退して縄張りを譲るとの和平メッセージを送ったと信じられている。すぐ逮捕されたが、「8月8日以来一歩も外に出ていない」と関与を否定した（マッセリアが新しい帽子を付けていたので警察はこの証言を疑った）。ヴァレンティの死によりダキーラの覇権は崩れ、以後その影響力は低下した。
政治力のあるタマニー・ホールのトム・フォーリーと親交を結び、捕まると裁判で助けてもらった。

### 勢力拡大
1922年、シチリアから戻ったモレロをアドバイザーに招き入れ、リトルイタリーの自前の密輸ギャング団にモレローテラノヴァ組織を組み入れてボスとなった。1920年代を通じ酒の密売・上納金で財産を築き、ニューヨークのギャング勢を次々に傘下に加えた。モレロ一家のチロ・テラノヴァ、テラノヴァの血族を通じてガエタノ・レイナなどコルレオーネ系マフィア、ブルックリンではカラブリア系のフランキー・イェール一派やイェールと臨海区利権を共有したパレルモ系のヴィンセント・マンガーノ一派などを取り込み、組織は怒涛の勢いで膨張した。
裏社会の権威を上げるべくニューヨークの外へ進出した。アメリカ北東部にネットワークを築いたダキーラの傘下のローカルボスにチャレンジするギャングを支援しはじめ、ダキーラと張り合った。クリーブランドマフィアの相談役の地位にいたサルヴァトーレ・トダロに資金援助し、密輸ギャングの総本山だったロナルド一家に反旗を翻させた。
1928年7月、イェールがアル・カポネと対立して殺されると、イェールの有力部下でナポリ系のアンソニー・カルファノやジョー・アドニスを取り込んだ。ダキーラがイェールの縄張りを乗っ取ろうとしたため、カルファノがマッセリアに助けを求めた。
1928年10月、ダキーラがマンハッタンの路上で銃殺され、モレロやアル・ミネオと、ダキーラ殺害を首謀したと信じられている。ミネオをダキーラ一家の後釜ボスに据え、間接支配した。イェールの酒密輸と賭博利権をカルファノに、臨海区の縄張りをミネオに管理させ、ブルックリンに地歩を固めた。
地元マンハッタンでは、テラノヴァ傘下の非シチリア系ハーレムギャング、イーストヴィレッジのラッキー・ルチアーノ、密輸ギャングのヴィト・ジェノヴェーゼやフランク・コステロ、フルトン魚市場のジョゼフ・ランザらを取り込んだ他、ニュージャージーにも進出し、ウィリー・モレッティやルゲリオ・ボイアルド、ジェラルド・カテナら南イタリア系ギャングを傘下に加えた。
カステラマレ派とジョゼフ・プロファチ勢力を除く全てのニューヨークファミリーを傘下に置き、1928年、ダキーラに代わる「ボスの中のボス」（Capo Di Capi）の称号を得た。ダキーラ暗殺を批判する保守派もいたが、マフィア人脈の豊富なモレロをニューヨークマフィアのドンの座に担ぎ上げ、保守派の批判をかわした。
シカゴでは1927年から1928年にかけ、カポネが密輸利権を巡ってシチリア系のジョゼフ・アイエッロと争ったが、この時マッセリアが割って入り、カポネを傘下に加えた。シチリア人のアイエッロではなくナポリ系のカポネを公然と支持したことは、アメリカ中のマフィアに衝撃を与え、保守派からは批判された。マッセリアを嫌ったダキーラ派残党の一部がカステラマレ派に接近した。
密輸や上納金で巨万の富を蓄え、セントラルパークウエストの高級マンションに移った。鋼鉄製プレートと防弾ガラス付きの、車体の分厚い装甲車のような特注セダンを乗り回した。

### カステランマレーゼ戦争
1. カステラマレ派包囲網
マッセリアの次のターゲットは、カステラマレ派だった。1930年前半、シカゴのアイエッロやデトロイトのガスパー・ミラッツォなどを攻略したが、同盟を拒否された。
ミラッツォと敵対していたデトロイトのラマーレ派を抱き込むと共に、ニューヨークでは、ブルックリンのカステラマレ派ボスのコラ・シーロに圧力を加えた。シーロを誘拐して1万ドルの支払いと引き換えに解放したが、面目をつぶされたシーロはニューヨークを去った。
アイエッロやミラッツォの背後にいる扇動者と疑ったバッファローのカステラマレ派ボス、ステファノ・マガディーノを呼びつけたが姿を現さなかった為、シーロ一家幹部サルヴァトーレ・マランツァーノを呼び、マガディーノを説き伏せるよう迫ったが、協力を断られた。
1930年2月、レイナ一家ボスのガエタノ・レイナを暗殺し、旧友のジョー・ピンゾロを後釜のボスに据えた（副ボスのトミー・ガリアーノはマッセリアに忠誠を誓ったがピンゾロを無視した）。レイナが殺された時、マッセリアはルチアーノらと共にマイアミで賭博に興じていた（ルチアーノがヤミ賭博で逮捕された）。
2. 戦争
1930年5月、ラマーレ派と共謀してミラッツォを謀殺した。ミラッツォの死はブルックリンのカステラマレ派を硬化させ、武闘派は報復を唱えた。7月、マッセリアはシーロに次ぐ重鎮のヴィト・ボンベントレを配下を使って殺害した。カステラマレ派は強硬派のマランツァーノを新ボスに選び、暗殺チームを組織して報復に出た。この間、マッセリアは全米コーサ・ノストラにカステラマレ派への死の宣告を認めるよう通達し、半ば強引にこれを認めさせていた。
8月、マッセリアの参謀ジュゼッペ・モレロがマランツァーノのガンマン2人に殺害された。9月、ガリアーノは水面下でマランツァーノの支持を取り付けた上で、レイナの後釜ボスだったピンゾロを手下を使って殺害した。10月、マッセリアは、シカゴのアイエッロの暗殺に成功した。
3. 戦局転換
1930年11月、マッセリアの参謀アル・ミネオがブロンクスでマランツァーノとガリアーノの合同暗殺チームに狙撃され、用心棒共々即死した。旧ダキーラ派のフランク・スカリーチェがマランツァーノの支持を得てミネオから組織を奪い返した。同じ頃ニュージャージーのマッセリア派ボイアルドがマランツァーノの暗殺チームに撃たれ、重傷を負った。警察の圧力も加わり、マッセリアは心が折れた。マッセリア派はマンパワーでカステラマレ陣営を圧倒していたが、結束力で劣り、離反するギャングが続出した。マランツァーノは、「カステラマレ人はミラッツォの仇を、パレルモ人はダキーラの仇を取れ」と煽った。
12月ボストンでニューヨーク内外の中立マフィアによる和平会議が開かれ、形勢有利だったマランツァーノ側に3度特使が飛び停戦・和解を迫ったが、拒否された。
1931年初め、カポネの斡旋で停戦にこぎつけた。マッセリアは潜伏し、一説にカルファノの元に隠れた。停戦は長続きせず、同年2月、ハーレムのマッセリア忠誠派ジョゼフ・カターニアがブロンクスで暗殺された。同月、マッセリアが支援していたデトロイトのチェスター・ラマーレが暗殺された。

### 最期
1931年4月15日昼過ぎ、仲間3人とコニーアイランドのレストランNuova Villa Tammaroに防弾仕様のセダンで乗り付け、奥の部屋に入ってコーヒーを注文し、仲間とトランプを始めた。用心してめったに外に出なかったマッセリアが信頼のおける仲間3人を従えて店に現れたが、その3人は全く信頼のおける輩ではなかった。接客したアンナ・タマロ（店オーナーの義母）が魚グリルの注文をうけて魚を買いに外に出ていた間に、マッセリアは背後から頭や背中など計6発撃たれ、即死した。
目撃証言では午後3時頃、レストラン前に1台の車が停車して洒落た身なりの2人が降りてレストランに入って行った。レストランの中を通り抜けて奥の部屋の方に消え、その直後に銃声が聞こえた。銃声が止んだ後外に出てきた2人は慌てる様子もなく同じ車で去った。警察が駆けつけるとタマロが腰をかがめてマッセリアの血だらけの遺体を覗き込んでいた.。仲間3人は全員オーバーコートと帽子を部屋に残して消えていた。レストランは程なく50人の警官で埋め尽くされたが、ひょっこり現れた店オーナーのジェラルド・スカルパトは警察の質問に、「外で散歩していたので何も知らない」と答えた。
レストランの脇に拳銃2丁、数軒先で乗り捨てられた車に拳銃3丁が見つかった。警察は主に消えた3人の行方を追い、マッセリアと競馬ビジネスをしていたことが知られていたカルファノやマッセリアの相談役のサヴェリオ・ポラシアらを尋問した。暗殺の数時間前にレストラン近くの路上にスカルパトと一緒にカルファノがいたことが後日判明した。警察の捜査は行き詰まり、犯人の検挙に至らなかった。
1931年4月20日に行われた葬儀パレードは、150人の刑事と50人の警官から成る総勢200人の警備チームでガードされ、シルバーとブロンズの豪勢な棺を見るために1万人の見物人が集まった。涙を流す者はいなかった。クイーンズのカルヴァリー墓地に埋葬された。

### 未解決殺人事件
殺害実行犯は諸説あるが、マッセリアに見切りをつけた部下の裏切りとするのが定説である。1930年11月以降、警察の圧力から部下に銃の使用を禁じたが、これが部下との間に軋轢を生み、部下の離反を促したとも言われた。後にマッセリアの後釜ボスになったルチアーノが首謀したと広く信じられたが、具体的な経緯は不明である。ヴィト・ジェノヴェーゼが暗殺プロットを作ったとも言われた。
マッセリアの死後、2人のカラブリア系ギャング、ジョン・ジウストラ、カルメロ・リコンティが相次いで不審死を遂げた。さらに翌年、店主スカルパトとマッセリアの相談役ポラシアが不審死を遂げ、警察はこれら4人の死をマッセリアの死に関連付けた。
1940年のマーダー・インクの捜査ファイルにマッセリア殺害犯に言及したメモがあった（「ポラシアと数人がマッセリアと一緒にいて、ジウストラがマッセリアの背後からレストランに入りマッセリアを撃った」）。後年、このメモ内容を一部裏付けるような証言がブルックリン臨海区の組合関係者から出た（「ジウストラが組織を乗っ取ろうとジョー・ザ・ボスを殺したが、マンガーノやアナスタシアらに裏切られ、殺された」）。

## マフィア界の風雲児
いつマフィアになったか、どこの組織に入ったか不明で、出所してから禁酒法施行までの間にモレロ一家に入った、または1910年代後半に独自のギャング団を結成しモレロ一家を継いだとの説がある。モレロ一家をマッセリア一家の前身と見なし、ほぼ同一視する説と、活動テリトリー等の違いに着目して別々の組織だったとする説で見方が分かれる。
シチリア出身だが、パレルモ派やコルレオーネ派などのメインストリームから外れ、血縁上頼りになるマフィアもおらず、派閥的に孤立した。同郷の血族で固めるシチリア流組織組成ができず（又はしたくなかった）、無数の外様ギャングと結びつくことで組織を大きくした。アメリカに渡ったシチリアマフィアがイタリア本土出身ギャングと手を組むのは珍しくなかったが、あくまで外部協力者の扱いだった。マフィアは最初にシチリアの自分の故郷の者と徒党を組み、次にシチリア各地の人間と徒党を組み、その結果、組織がシチリア人で占められ、その中核は同郷者・血縁者だった。マッセリアはシチリア人かどうかに関係なく、有力なギャングなら組織に加えた。ナポリ系のカポネをマフィアに入れたことで批判を浴びたが、他のファミリーも結局マッセリアの動きに追随した。1920年代後半、非シチリア系の組織流入が「解禁」になるが、マッセリアがこの流れを作った。
マイアミへの賭博旅行の際はアイルランド系やユダヤ系の仲間を引き連れていた。シチリア保守派の手前、組織にこそ入れなかったが、部下たちが他国系ギャングと付き合うのを禁止しなかった。マッセリアにとって人と人を結びつけるのは家柄や地縁ではなく、金やビジネスだったが、世間では長らく「口髭ピート」（閉鎖的な旧世代ボス）のレッテルを貼られた。

## ボスの中のボス
コソ泥専門のストリートギャングからニューヨークマフィアの頂点に、わずか10年足らずで登り詰めた。1928年12月、クリーヴランドで開かれた全米マフィア会議（通称クリーヴランド会議）で、同年10月に殺されたダキーラに代わる新しい「ボスの中のボス」にマッセリアが選ばれたとする説がある。
ライバルは丸ごと呑みこむか排除した。「敵の敵は味方」の論理で、ライバルと対立する勢力を目ざとく見つけ、味方に付けて反抗を煽った。シチリア保守派と敵対していたカポネはニューヨークのボスと提携することで戦略的に有利なポジションを得た。ライバルボスを排除すると、後釜にそのボスと同じ派閥か近い立場の者を傀儡ボスに据えて間接的に支配する手法をとった。ダキーラの後釜にミネオ、レイナの後釜にピンゾロ、コラ・シーロの後釜にジョーパリッノ、という具合であった。
とどまることを知らない拡大志向は互いに顔を知らない各地のギャングを結びつけた。マンハッタン、ブルックリン、ブロンクス、ニュージャージーのギャングを統合し、ニューヨーク五大ファミリーの中で唯一無二の勢力を作り出した（現ジェノヴェーゼ一家）。反面、結束力はシチリア人主体の従来のファミリーに劣り、栄光の座は短命に終わった。マッセリア亡き後、ジェノヴェーゼ、コステロ、アドニスら血縁関係もなく出自もばらばらな非シチリア系ギャングが組織上部を占め、マッセリアの組織構成の特徴を残した。

## エピソード
- 大柄ではなかったが、がっしりした体格で敏捷だった[7]。
- 若い頃テイラーで働いていたのでスーツとハットの着こなしはお手の物だった。警察に捕まる時いつもその格好だった[21]。
- 若い頃の強盗仲間3人のうち2人は皮肉なことに後年敵対するカステラマレ派だった[1][注釈 38]。
- 「自分は金持ちじゃない」。1913年の強盗裁判で証言台に立ち、犯罪動機を聞かれたマッセリアの言葉。生活は貧乏で、姉夫婦の家に間借りして住んでいた[7]。10年後、警察に大富豪と呼ばれた。
- マッセリア暗殺には有名なギャング神話がある。ルチアーノがマッセリアをレストランの食事に誘い、2人は食事を楽しんだ後トランプに興じ、ルチアーノがトイレに行っているすきにベンジャミン・シーゲル、アルバート・アナスタシア、ヴィト・ジェノヴェーゼ、ジョー・アドニスの4人が現れてマッセリアを射殺したというもの[14][15][47]。検死結果ではマッセリアの胃は空っぽで、一切食事をとっていなかった[7][43]。伝説では、事件後ルチアーノが警察の尋問に「自分はトイレが長い」と言い訳をしたことになっているが、ルチアーノが参考人として公式に警察に尋問された記録は存在しない[7]。ルチアーノが暗殺現場にいたかどうかは不明な上、目撃者はレストランに入った殺し屋と見られる人物は2人だけだったと証言した[44]。
- スペードのエースを手に握りしめて倒れている遺体写真が有名になったが、死体検分前に現場に到着した記者がマッセリアの手にカードを挟んで撮った[47][64]。
- カステランマレーゼ戦争に関する当事者の証言の多くはカステラマレ派からで、その当事者証言をもとに構成される歴史は必然的にマッセリア＝「悪」のイメージが基調となった。マッセリアが戦争を始めたきっかけやカステラマレ派に死の宣告を出した経緯は、カステラマレ派が勝者となった時点で歴史の闇に葬られてしまったとの指摘がある[35]。